# Соломон-Отабор, Вив
Вив Эфо́са Соломо́н-Отабо́р (англ. Viv Efosa Solomon-Otabor; род. 2 января 1996, Лондон) — английский футболист, вингер клуба «Цанчжоу Майти Лайонс».
Присоединился к «Бирмингем Сити» в возрасте 16 лет. Во взрослом футболе дебютировал в 2014 году в аренде в клубе Северной национальной лиги «Оксфорд Сити». Впервые сыграл за «Бирмингем» в Кубке лиги в августе 2015 года, а в 2016/17 годах находился в аренде в клубах Первой лиги «Болтон Уондерерс», в сезоне 2017/18 — за «Блэкпул», в сезоне 2018/19 — за «Портсмут». Провел 33 матча в чемпионате за «Бирмингем» и отказался от их предложения о новом контракте в 2019 году. Он провел сезон 2019/20 годов в болгарском клубе Первой лиги «ЦСКА (София)», а затем вернулся в Англию на сезон с другим клубом Первой лиги, «Уиган Атлетик».
Соломон-Отабор родился в Англии в семье нигерийцев, а в октябре 2019 остался на скамейке запасных в одном из матчей национальной сборной Нигерии.

## Биография
Соломон-Отабор родился в Лондоне в семье выходцев из нигерийского штата Эдо. Племянник игрока сборной Нигерии Томпсона Олихи, а его отец Виктор-Бэнкс Отабор играл на родине за «Бендел Иншурэнс», ННПК и «Игл Ойл». Учился в школе Епископа Томаса Гранта в Ситеме, а в детстве болел за «Манчестер Юнайтед».

### Клубная карьера
В юные годы Соломон-Отабор играл в футбол за «Хэмптон энд Ричмонд Боро», учился в академии «Кристал Пэлас», прежде чем в июле 2012 подписал юношеский контракт с «Бирмингем Сити». В феврале 2014 года присоединился к клубу Северной национальной лиги «Оксфорд Сити» аренду как игрок молодёжного состава до конца сезона. Сыграл 12 матчей в чемпионате, в том числе 7 — в составе стартовой одиннадцати, и отличился одним голом на выездном (2:0) поединке с «Глостер Сити», а «Оксфорд Сити» финишировал 20-м.
В июне 2014 г. Соломон-Отабор подписал свой первый профессиональный контракт с «Бирмингемом» на один год, с возможностью продления ещё на один год. В ноябре он описал свои сильные стороны как скорость, дриблинг и умение играть обеими ногами. Стал основным игроком молодёжного состава в течение сезона, а также стал членом команды, выигравшей Кубок старого Бирмингема. Тренер молодёжной команды (U-21) Ричард Билл считал, что игрок имеет потенциал для перехода в первую команду, но ему нужно больше работать над оборонительными аспектами игры.

#### «Бирмингем Сити»
«Бирмингем Сити» активировал опцию продления ещё на один год, продемонстрировал достаточный прогресс во время предсезонной подготовки и в начале сезона 2015/16, поэтому менеджер Гэри Роветт решил оставить его в клубе вместо того, чтобы снова отправить в аренду. Роуэтт отметил его физическое развитие и улучшенную работу в обороне, оценил как «вероятно, самого быстрого игрока, который у нас есть в команде», и подчеркнул, что он «поджаривал защитников первой команды на тренировках». 25 августа 2015 года Соломон-Отабор получил командный номер «с целью участия» в домашнем матче второго раунда Кубка Лиги с «Джиллингемом». Он сыграл в вышеуказанном матче, вышел на 77-й минуте на замену во втором тайме вместо Коби Артура. «Бирмингем» победил со счетом 2:0. В Футбольной лиге дебютировал 15 сентября в домашнем поединке против «Ноттингем Форест», в котором заменил на последние десять минут Дэвида Коттерилла в течение последних десяти минут, но «Бирмингем» потерпел первое поражение в сезоне.
7 ноября при счете 3:2 в пользу «Бирмингема» в поединке против «Фулхэма» Соломон-Отабор вышел на 80-й минуте вместо Хона Торала. Уже в компенсированное время он отличился своим первым профессиональным голом, одиночный удар, завершивший победу со счетом 5:2: после прохода с левого фланга, «аккуратный поворот, оставивший Ричарда Стирмана на спине, сопровождался клиническим завершением». После двенадцати выходов на замену во всех турнирах дебютировал в стартовом составе 28 декабря, в выездном поединке против «Милтон-Кинс Донс», заменил Демарая Грея, которому предоставили отдых. Команда The Milton Keynes Citizen сообщила, что «Донс» не смог добиться пенальти, когда защитник сыграл рукой, чтобы прервать пас Соломона-Отабора на 36-й минуте матча. Роветт «считал, что Вив выглядел немного нервным, что понятно, но он упорно работал во втором тайме и внес свой вклад в некоторые моменты и, безусловно, выступление… Каждый раз, когда он выходит на поле, он делает то, о чём мы его просим; он держится напротив, опрокидывает мяч, занимает хорошие позиции».
Он остался в стартовой одиннадцатке и на следующий матч, дома с «Брентфордом», а Грей собирался завершить свой трансфер в «Лестер Сити» из Премьер-лиги, а через несколько дней подписал контракт на три с половиной года, срок действия которого истекло в конце сезона 2018/19 годов. Это были его единственные выступления в стартовом составе; в течение сезона он сыграл ещё одиннадцать матчей, но во всех случаях выходил из ряда запасных. Тем не менее, удачная игра принесла ему клубную награду «Молодой игрок сезона» в 2015/16 годах.

#### Выступления в аренде
В течение 2016/17 годов получал мало игровой практики, поэтому 31 января 2017 отправился в аренду до завершения сезона в клуб Первой Лиги «Болтон Уондерерс». Главный тренер «Бирмингема» Джанфранко Дзола надеялся, что ему удастся перейти с позиции вингера в нападающие. Однако до завершения аренды успел сыграть всего четыре матча, во всех случаях выходил на поле из ряда запасных.
В конце июля 2017 года арендное соглашение с «Блэкпулом» (до 6 января 2018 года), недавно перешедшее в Первую лигу. Дебютировал за новую команду во втором тайме первого тура, и продемонстрировал то, что Blackpool Gazette назвала «оживленным» выступлением в следующем матче, в Кубке Футбольной лиги проигранном на выезде «Уиган Атлетик». Регулярно играл в первой половине сезона, поэтому его аренду продлили до конца сезона. В общей сложности провел 47 матчей (44 из которых — в Первой лиге), в которых отличился пятью голами.
В начале сезона 2018/19 годов «Бирмингем» умеренно использовал Соломон-Отабора после Хоты, Жака Магомы и арендованного Коннора Магони. В последний раз выступал за команду в ноябре против «Халл Сити»: вышел в первом тайме вместо травмированного Хоты, но уже на 65-й минуте и сам был заменен. 31 января 2019 года отправился в аренду до завершения сезона в клуб Первой лиги Англии «Портсмут». Однако основным игроком так и не стал: провел семь матчей в чемпионате, отличился одним голом, а также сыграл в обоих матчах полуфинала плей-офф Английской футбольной лиги, в котором «Портсмут» уступил «Сандерленду».

#### ЦСКА (София)
После возвращения в «Бирмингем» клуб предложил ему новый годовалый контракт, который Вив отклонил и заключил 3-летнее соглашение с представителем Первой лиги Болгарии ЦСКА (София). В общей сложности провел 22 матча во всех турнирах. Отличился одним голом в 19 матчах Первой лиги и представлял ЦСКА в Лиге Европы, прежде чем в середине марта 2020 года из-за пандемии COVID-19 болгарские футбольные соревнования приостановили. Во время перерыва договор Соломона-Отабора был расторгнут по денежным причинам.
После скандального международного матча между Англией и Болгарией в октябре 2019 года он стал мишенью для расистских высказываний со стороны поклонников обоих вышеуказанных сборных, а также фанатов его же команды; сам клуб высказался в поддержку игрока.

#### «Уиган Атлетик»
4 сентября 2020 подписал краткосрочное соглашение с «Уиган Атлетик», который незадолго до этого вылетел в Первую лигу Англии и попал под «администрирование». Дебютировал за новую команду уже на следующий день, в проигранном (2:3) выездном поединке Кубка Футбольной лиги против «Флитвуд Таун». 5 октября 2020 года продлил контракт с «Уиганом» до января 2021 года, но вскоре после этого он повредил лодыжку, игроку потребовалась операция, а контракт Вива закончился, прежде чем он смог снова играть. В конце января 2021 продемонстрировал «Уигана» свою работоспособность и снова подписал контракт с клубом до конца сезона и вернулся на футбольное поле 6 февраля. 9 марта открыл счет в победном (2:0) поединке против «Плимут Аргайл». Завершил сезон с 2-мя голами в 31-м матче во всех турнирах. «Уиган» сделал Соломону-Отабору предложение об условиях трудового соглашения на предстоящий сезон, но игрок не принимал его до завершения действующего контракта, срок действия которого истек в конце июня.

#### Дальнейшая карьера
24 ноября 2021 подписал краткосрочный контракт с клубом шотландского Премьершипа «Сент-Джонстон», до января 2022. После двух выходов в стартовом составе и пяти на замену покинул клуб после завершения контракта.
В конце января 2022 года свободным агентом перешел во львовский «Рух».

### Карьера в сборной
В июне 2015 года Соломона-Отабора пригласили на просмотр в олимпийскую сборную Нигерии, он тренировался с командой перед их выступлением на Всеафриканских играх 2015 года.
В октябре 2019 года получил свой первый вызов в сборную Нигерии, чтобы заменить травмированного Самуэля Калу в товарищеском матче против Бразилии в Сингапуре. Однако на футбольном поле Вив так и не появился.

## Достижения

### Личные
- Лучший молодой игрок сезона в «Бирмингем Сити»: 2015/16